# Vishal-Shekhar
Vishal Dadlani (in hindī विशाल दादलानी; Mumbai, 28 giugno 1973) e  
Shekhar Ravjiani (in hindī शेखर रवजियानी; Bhuj, 29 novembre 1978), noti assieme come Vishal-Shekhar, sono un duo musicale indiano di compositori e cantanti di colonne sonore per il cinema di Bollywood.

## Carriera
Il duo si è costituito nel 1999, quando Dadlani e Ravjiani, amici d'infanzia, si sono rincontrati nello studio di registrazione dove entrambi, separatamente, stavano lavorando ad alcune canzoni del film Pyār mẽ kabhī kabhī: dopo aver ascoltato le reciproche canzoni, hanno deciso di comporre assieme il brano che dava il titolo al film. In precedenza, Ravjiani lavorava componendo jingle ed era stato finalista del talent show canoro Sa Re Ga Ma Pa, mentre Dadlani il frontman del gruppo indie rock Pentagram.
Dopo alcune partecipazioni a colonne sonore altrui come guest composers, tra cui Kāṇṭe (2002), hanno raggiunto la fama con Jhaṅkār Beats (2003), la loro terza colonna sonora firmata da solisti come "Vishal-Shekhar".
Da lì si sono affermati come compositori delle canzoni di alcuni dei maggiori successi di Bollywod degli anni duemila e seguenti, tra cui Das (2005), Cuori in onda (2005), Bluffmaster! (2005), Oṃ śānti oṃ (2007), Bacnā ai hasīno (2008), Appartamento per... 3 (2008), I Hate Luv Storys (2010), Anjānā anjānī (2010), Tīsmār xān (2010), Rā.One (2011), The Dirty Picture (2011), Student of the Year (2012), Chennai Express (2013), Bang Bang! (2014), Happy New Year (2014), Sultan (2016), Tiger zindā hai (2017), War (2019) e Paṭhān (2023).
I video delle loro canzoni hanno raccolto complessivamente oltre tre miliardi di visualizzazioni su YouTube.

## Colonne sonore

### Anni 1990
- Pyaar Mein Kabhi Kabhi (1999) – con Shiraz Bhattacharya e Salim-Sulaiman

### Anni 2000
- Vadh (2002)
- Supari (2003)
- Jhankaar Beats (2003)
- Waisa Bhi Hota Hai Part II (2002) – con Shibani Kashyap, Saibal Basu e Abhinav Dhar
- Krishna Cottage (2004)
- Musafir (2004) – con Anand Raj Anand
- Shaadi Ka Laddoo (2004)
- Popcorn Khao! Mast Ho Jao (2004)
- Bluffmaster (2005)
- Shabd (2005)
- Karam (2005)
- Dus (2005)
- Cuori in onda (Salām namaste, 2005)
- Home Delivery: Aapko... Ghar Tak (2005)
- Ek Ajnabee (2005)
- Zinda (2006)
- Taxi No. 9 2 11: Nau Do Gyarah (2006)
- Tathastu (2006)
- Golmaal: Fun Unlimited (2006)
- I See You (2006)
- Honeymoon Travels Pvt. Ltd. (2007)
- Ta Ra Rum Pum (2007)
- Cash (2007)
- Om Shanti Om (2007)
- Tashan (2008)
- Chintakayala Ravi (2008)
- Bhoothnath (2008)
- De Taali (2008)
- Bacnā ai hasīno (2008)
- Appartamento per... 3 (Dostānā, 2008)
- Aladin (2009)

### Anni 2010
- Anjānā anjānī (2010)
- Break Ke Baad (2010)
- I Hate Luv Storys (2010)
- Tees Maar Khan (2010)
- Bbuddah... Hoga Terra Baap (2011)
- Rascals (2011)
- Ra.One (2011)
- The Dirty Picture (2011)
- Kahānī (2012)
- Arjun: The Warrior Prince (2012)
- Shanghai (2012)
- Student of the Year (2012)
- Balak-Palak (2013)
- Gippi (2013)
- Chennai Express (2013)
- Gori Tere Pyaar Mein (2013)
- Hasee Toh Phasee (2014)
- Happy New Year (2014)
- Bang Bang! (2014)
- Fan (2016)
- Sultan (2016)
- Akira (2016)
- Banjo (2016)
- Befikre (2016)
- Tiger Zinda Hai (2017)
- Naa Peru Surya, Naa Illu India (2018)
- Student of the Year 2 (2019)
- Bhārat (2019)
- War (2019)

### Anni 2020
- Khaali Peeli (2020)
- Chehre (2021) – con Gourov Dasgupta
- Jayeshbhai Jordaar (2022)
- Vikram Vedha (2022)
- Paṭhān (2023)
- Fighter (2024)

### Partecipazioni
- Champion (2000) – 2 brani: Aisa Champion Kahan e Lelo Lelo
- Rehnaa Hai Terre Dil Mein (2001) – 1 brano: Churaya Churaya (Aya re Aya koi Aya re)
- Mujhe Kucch Kehna Hai (2001) – 1 brano: Rehna Hai Tere Dil Mein
- Kaante (2002) – 1 brano: Chhod Na Re
- Plan (2004) – 1 brano: Hota Hai Hota Hai
- Rudraksh (2004) – 1 brano: Ishq Hai Nasha Nasha
- Baaghi 3 (2020) – 1 brano: Dus Bahane 2.0

## Riconoscimenti
- Filmfare Awards
  - 2004 – Premio "Rahul Dev Burman" al miglior musicista esordiente per Jhaṅkār Beats
  - 2006 – Candidatura alle migliori musiche per Das
  - 2008 – Candidatura alle migliori musiche per Oṃ śānti oṃ
  - 2009 – Candidatura alle migliori musiche per Appartamento per... 3
  - 2011 – Candidatura alle migliori musiche per Anjānā anjānī
  - 2011 – Candidatura alle migliori musiche per I Hate Luv Storys
  - 2012 – Candidatura alle migliori musiche per Rā.One
  - 2013 – Candidatura alle migliori musiche per Student of the Year
  - 2014 – Candidatura alle migliori musiche per Chennai Express
  - 2017 – Candidatura alle migliori musiche per Sultan
  - 2020 – Candidatura alle migliori musiche per War
  - 2024 – Candidatura alle migliori musiche per Paṭhān